# Roland Hennig
Roland Hennig (Hoyerswerda, Saxònia, 19 de desembre de 1967) és un ciclista alemany, ja retirat. Nascut a Alemanya de l'Est va defensar els seus colors fins a la reunificació alemanya.
Va combinar tant el ciclisme en carretera amb la pista. En aquesta última modalitat va obtenir una medalla de plata als Jocs Olímpics de Seül, i dos al Campionat del món de persecució per equips.

## Palmarès en pista
- 1986
  - Campió de la RDA en Persecució per equips
- 1987
  - Campió de la RDA en Persecució per equips
- 1988
  -  Medalla de plata als Jocs Olímpics de Seül en Persecució per equips (amb Carsten Wolf, Steffen Blochwitz i Dirk Meier)

## Palmarès en ruta
- 1987
  - Vencedor de 2 etapes a la Volta a Lieja
- 1992
  - Vencedor d'una etapa al Teleflex Tour